# Vértigo (novela)
Vértigo es una novela de W. G. Sebald en la que el protagonista de esta obra, se sitúa en las calles de Venecia, Viena, Milán, Verona e Innsbruck, de camino hacia Baviera, atravesando la frontera austríaca. Este recorrido relata un viaje espiritual, donde se empuja al lector a cuestionarse sobre el sentido de la vida.
Por las diferentes calles que recorre, el protagonista cree ver escenas en las que se le aparecen personajes históricos. Estas alucinaciones le producen ataques de vértigo dejándole en un estado de gran confusión al que se enfrenta buscando una solución.
- Datos: Q4010296